# Hans Käslin
Hans Käslin, auch Hans Kaeslin (* 9. Dezember 1867 in Aarau; † 2. März 1955 ebenda) war ein Schweizer Germanist, Lehrer und Übersetzer.

## Leben

### Familie
Hans Käslin war der Sohn von Eusebius Käslin (* 12. Dezember 1835 in Beggenried; † 21. August 1889 in Aarau), Dirigent, Chorleiter und Komponist, und dessen Ehefrau Wilhelmine (geb. Schönecker); sein Bruder war der spätere Bundeskanzler Robert Käslin.
Er war seit 1917 mit Eugenia, der Tochter von Adolf Bolliger, verheiratet.
Zu seinen Freunden zählte unter anderem bereits seit jungen Jahren der spätere deutsche Schriftsteller Frank Wedekind.
Sein Nachlass befindet sich im Staatsarchiv Aargau. Dort wird unter anderem sein Briefwechsel mit dem Lehrer, Germanisten und Literaturkritiker Werner Günther (1898–1988) zwischen 1939 und 1955 aufbewahrt.

### Werdegang
Von 1888 bis 1891 studierte Hans Käslin Germanistik an der Universität Zürich, sowie an der Universität Berlin und der Universität Freiburg im Breisgau bei Hermann Paul, bevor er am 28. August 1891 mit seiner Dissertation über die Entwicklung der Sprache Albrecht von Hallers zum Dr. phil. promovierte.
Nach Beendigung des Studiums übte er verschiedene Lehrtätigkeiten in Heidelberg, Montreux, Paris und Wettingen aus; von 1901 bis 1938 war er als Lehrer der deutschen Sprache und Literatur an der Kantonsschule Aarau tätig. Zu seinen Schülern gehörte unter anderem der spätere Volkstumsforscher Arnold Büchli.
1905 erfolgte seine Wahl zum Bezirksschulinspektor.
Von 1916 bis 1941 war er Mitglied der Eidgenössischen Maturitätskommission, die 1891 eingesetzt wurde.

### Schriftstellerisches Wirken
Hans Käslin befasste sich mit Ludwig Uhland und seiner Wirkung in Frankreich und veröffentlichte 1930 und 1931 Zeitbilder über die Schweiz. 1936 publizierte er seine Erzählung Die Entführung sowie 1938 seinen Gedichtband Licht und Dunkel. 1924 übersetzte er auch Eugène Labiche sowie 1944 französische Lyrik ins Deutsche.

## Schriften (Auswahl)
- Albrecht v. Hallers Sprache in ihrer Entwicklung dargestellt. Brugg: Buchdruckerei Effingerhof, 1892.
- Max Widmann; Hans Kälin; Hans Rohr-Reiner: Aargauisches Dichterbuch: Festschrift zur Aargauischen Centenarfeier 1903. Aarau: Emil Wirz, 1903.
- Drei Gedichte von Hans Kaeslin (Aarau). In: Die Schweiz – schweizerische illustrierte Zeitschrift, Band 8. 1904. S. 48.
- Abgründe. In: Die Alpen – Monatsschrift für schweizerische und allgemeine Kultur, Band 6, Heft 10. 1911–1912. S. 586–596.
- Stefan Brohaska. In: Die Alpen – Monatsschrift für schweizerische und allgemeine Kultur, Band 7–8, Heft 10. 1912–1913. S. 426–435.
- Der Dorfbrunnen. In: Aarauer Neujahrsblätter, Band 1. 1927. S. 25.
- Schöner Wintermorgen. In: Aarauer Neujahrsblätter, Band 1. 1927. S. 52.
- So wars einmal – Zeitbild aus den Anfängen der neuen Schweiz. Aarau, H. R. Sauerländer, 1930.
- Vor hundert Jahren: Zeitbild aus dem Ende der Restaurations-Periode. Aarau: H.R. Sauerländer, 1931.
- Farbiger Springbrunnen. In: Aarauer Neujahrsblätter, Band 9. 1935. S. 4.
- Der Arbeitslose und das Fräulein: Novellette. In: Aarauer Neujahrsblätter, Band 9. 1935. S. 41–58.
- Die Entführung und andere Erzählungen. Frauenfeld; Leipzig: Huber 1936.
- Das Märchen von der Fee Urgande. In: Nebelspalter, Band 68, Heft 33. 1944. S. 4.
- Nachdichtungen französischer Lyrik. Olten: Vereinigung Oltner Bücherfreunde 1944.[10]
- Zwei Aargauer als Naturforscher und Ärzte in Paraguay. In: Aarauer Neujahrsblätter, Band 21. 1947. S. 19–34.